# Богата (Клуж)
Богата (рум. Bogata) — село у повіті Клуж в Румунії. Входить до складу комуни Келераші.
Село розташоване на відстані 291 км на північний захід від Бухареста, 33 км на південний схід від Клуж-Напоки.

## Населення
За даними перепису населення 2002 року у селі проживали 1166 осіб.
Національний склад населення села:
| Національність | Кількість осіб | Відсоток |
| -------------- | -------------- | -------- |
| румуни         | 1007           | 86,4%    |
| угорці         | 159            | 13,6%    |

Рідною мовою назвали:
| Мова      | Кількість осіб | Відсоток |
| --------- | -------------- | -------- |
| румунська | 1016           | 87,1%    |
| угорська  | 149            | 12,8%    |